# Benidoleig (kommunhuvudort)
Benidoleig är en kommunhuvudort i Spanien.   Den ligger i provinsen Provincia de Alicante och regionen Valencia, i den östra delen av landet, 400 km sydost om huvudstaden Madrid. Benidoleig ligger 111 meter över havet och antalet invånare är 1 021.
Terrängen runt Benidoleig är huvudsakligen kuperad, men åt nordost är den platt. Runt Benidoleig är det ganska tätbefolkat, med 139 invånare per kvadratkilometer. Närmaste större samhälle är Denia, 12,9 km öster om Benidoleig. 